# Paulo do Rio Branco
Paulo Agenor do Rio Branco da Silva Paranhos (Paris, 10 de julho de 1876 — Paris, 17 de fevereiro de 1927) foi um jogador de rugby. Filho do Barão do Rio Branco e de Marie Philomène Stevens (bailarina de origem belga).

## Carreira
Estudou medicina em Paris. Foi o primeiro jogador de rugby de nacionalidade brasileira a chegar a um nível internacional.
Foi um dos melhores jogadores do time francês Stade Français, ganhando seis títulos de campeão nacional, em 1893, 1894, 1895, 1897, 1898 e 1901. Também foi por duas vezes vice-campeão. Jogava de fullback.
Foi voluntário como médico civil durante a Primeira Guerra Mundial e serviu no hospital auxiliar Franco-Brasileiro, dependendo da Cruz Vermelha. Esse fatos levaram-no a receber do governo francês a mais alta homenagem por ele conferida, a medalha de Chevalier de La Légion d’Honneur, ou seja, cavaleiro da Legião de Honra.

## Vida pessoal
De família aristocrata brasileira, casou-se em Paris com Françoise Obert, francesa, de família aristocrática da Normandia e Borgonha, de quem teve dois filhos: Francette do Rio Branco, casada com Maurice Jean Marcel Deramond, e Jean-Paul da Silva Paranhos do Rio Branco, casado com Adrienne McArdle.

## Morte
Foi sepultado em 17 de fevereiro de 1927 no Cemitério do Père-Lachaise.